# 岩船町駅
岩船町駅（いわふねまちえき）は、新潟県村上市小口川（こくちがわ）にある、東日本旅客鉄道（JR東日本）羽越本線の駅である。

## 歴史
岩船町駅は旧・神林村（設置当時は旧・西神納村）の中心駅だが、村上市岩船地区（旧・岩船町）の最寄り駅でもあることが駅名の由来となっている。

### 年表
- 1914年（大正3年）11月1日：村上線・中条駅 - 村上駅間開業と同時に開設[1]。
- 1924年（大正13年）7月31日：羽越線の駅となる。
- 1925年（大正14年）11月20日：支線となる赤谷線の開業に伴い、羽越本線の駅となる。
- 1969年（昭和44年）10月1日：手荷物と小荷物の配達の取り扱いを廃止[1]。
- 1972年（昭和47年）9月1日：貨物の取扱、手荷物と小荷物の取り扱いを廃止[2]。無人駅となる[3]。
- 1980年（昭和55年）12月：新駅舎（現駅舎）が竣功。
- 1987年（昭和62年）4月1日：国鉄分割民営化に伴い、東日本旅客鉄道の駅となる[1]。

## 駅構造
島式ホーム1面2線を有する地上駅である。駅舎（西側）とホームは跨線橋で連絡している。また、ホームのない側線も1線有する。
村上駅管理の無人駅である。駅舎は待合室の機能のみ有する。乗車駅証明書発行機、自動販売機、トイレなどがある。Suicaなどの交通系ICカードには対応していない。

### のりば
| 番線 | 路線      | 方向 | 行先             |
| ---- | --------- | ---- | ---------------- |
| 1    | ■羽越本線 | 下り | 村上・酒田方面   |
| 2    | ■羽越本線 | 上り | 新発田・新潟方面 |

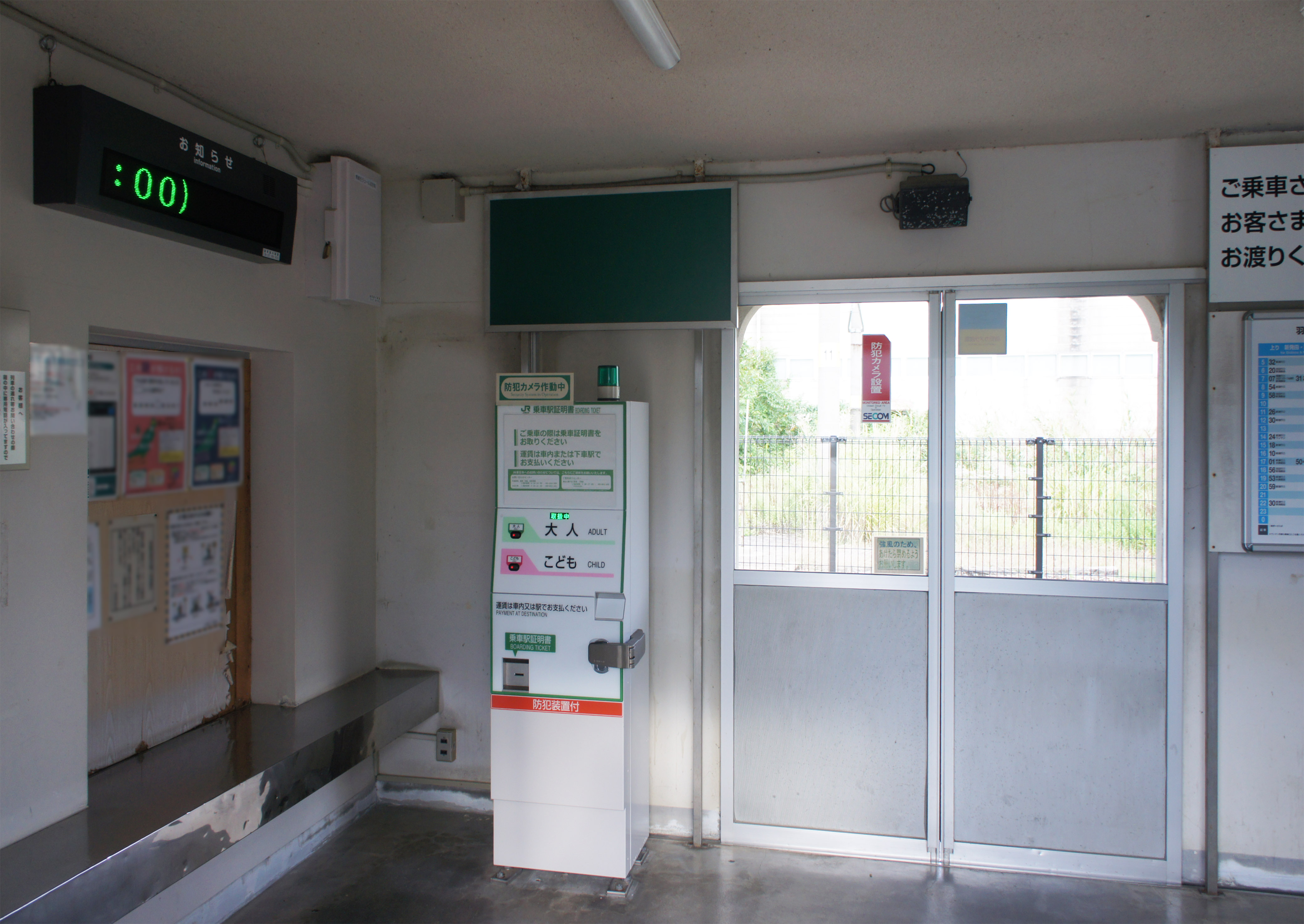
待合室（2021年9月）
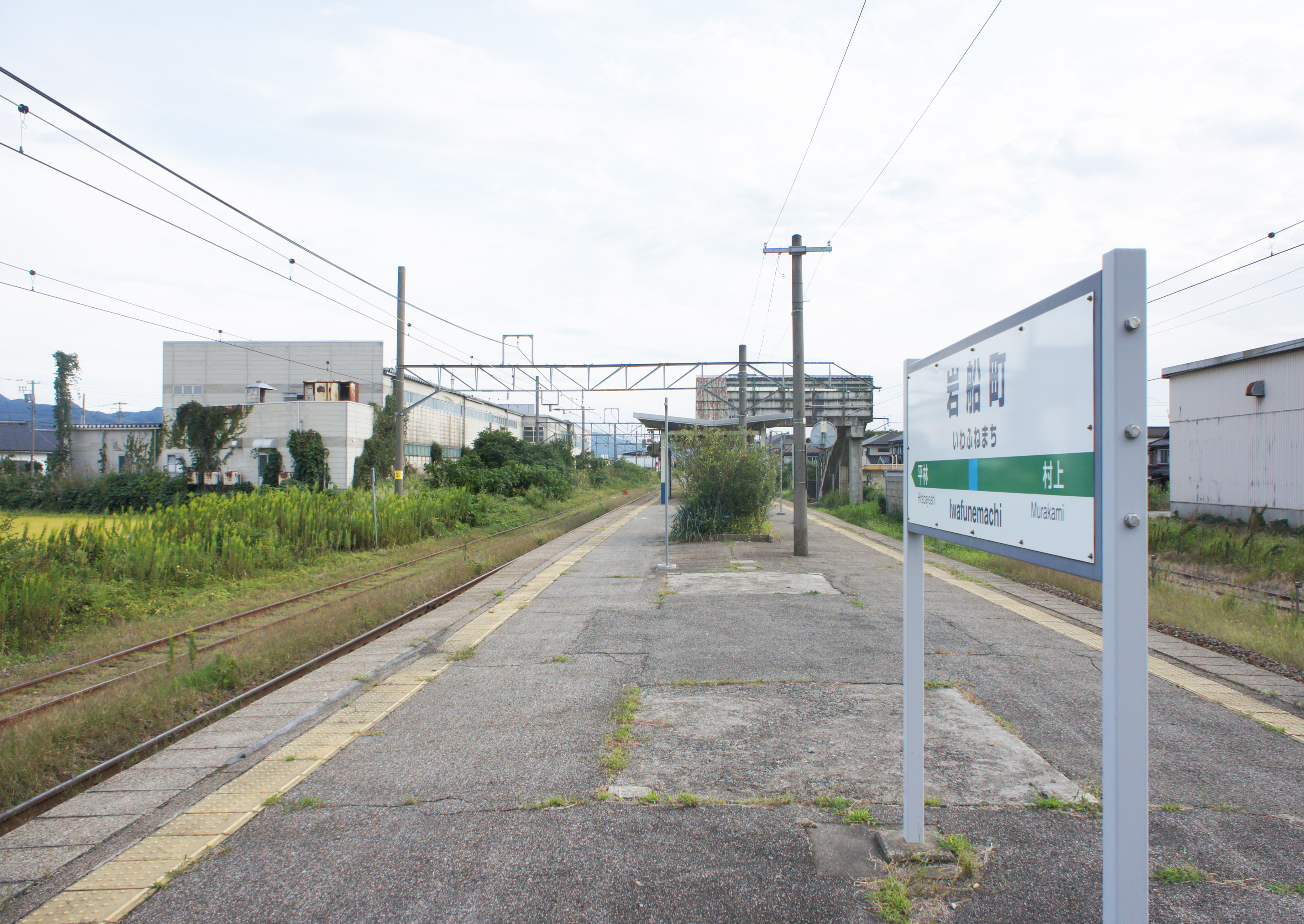
ホーム（2021年9月）

## 駅周辺
- 新潟県道142号岩船町停車場有明線
- 新潟県道146号岩船町停車場岩船線
- 国道7号
- 道の駅神林（穂波の里）
- 村上市神林支所（旧神林村役場）
- 神林郵便局
- 村上警察署小口川駐在所
- パルパーク神林
  - 神林球場
- 村上市立西神納小学校
- 西神納体育館
- 岩船港（粟島への連絡航路がある）
- 新潟県設置の地震計が当駅前に設置されている。地点名は村上市岩船駅前。東北地方太平洋沖地震（東日本大震災）の前震活動においても、この観測点で揺れが7回観測されている。（震度3＝1回、震度2＝2回、震度1＝4回。）
- お幕場森林公園（お幕場・大池公園）
- 新潟交通観光バス「岩船駅前」停留所

## 隣の駅
東日本旅客鉄道（JR東日本）
■羽越本線
■快速
通過
■普通
平林駅 - 岩船町駅 - 村上駅